# Iglesia de San Juan Bautista (San Juan de los Morros)

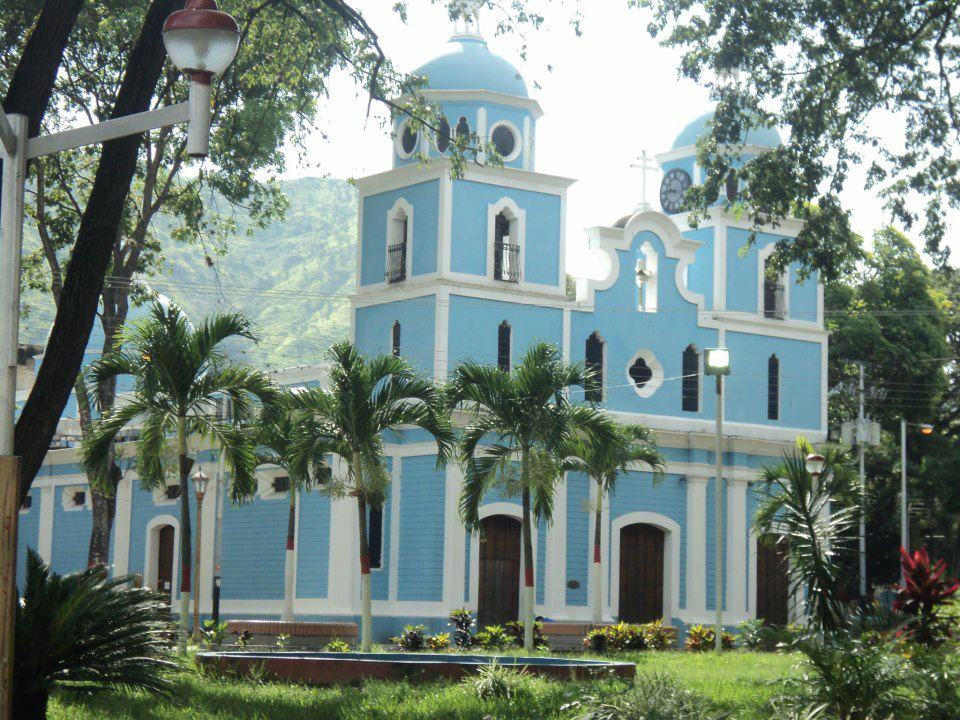
PARROQUIA SAN JUAN BAUTISTA

La Parroquia San Juan Bautista, de San Juan de los Morros, Estado Guárico, Venezuela; es la primera parroquia católica en esa población. Fue fundada el 26 de mayo de 1780. A lo largo de la historia ha tenido 72 sacerdotes como párrocos, de los cuales 68 han fallecido; su actual párroco es Monseñor Raúl Alfredo Ascanio Chirino.

## Historia

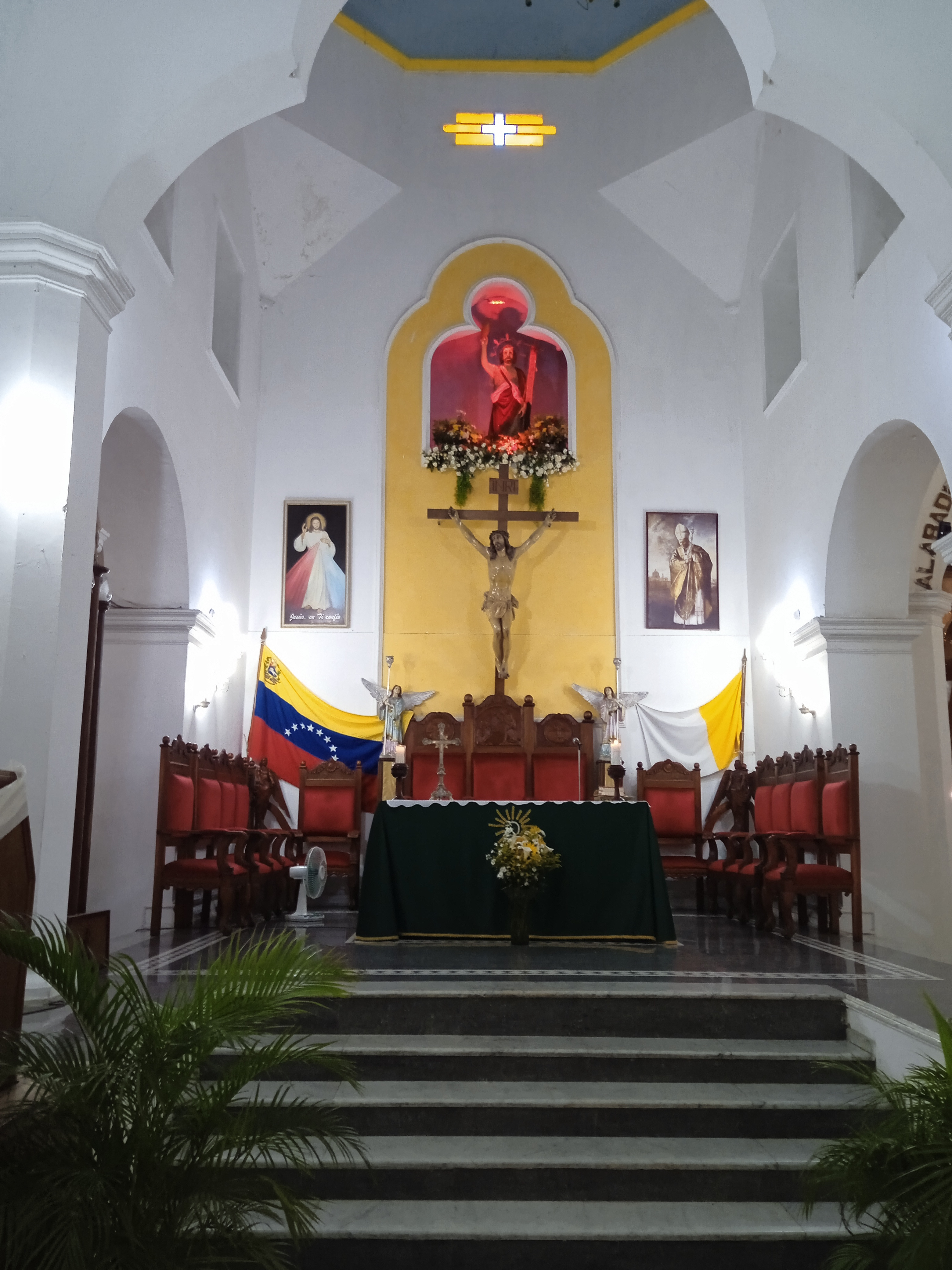
Interior del templo

Para el año 1681, Luis Ximénez de la Roxas, quién vivía en un sitio cercano al lugar que hoy ocupa San Juan de los Morros, en su propia casa rendía culto a una imagen de María Virgen y madre de Misericordia y Caridad, llevando su fervorosa devoción hasta alimentar día y noche una lamparilla de latón con la que alumbraba a la preciosa imagen.
En 1762 los padres de San Sebastián de los Reyes se llevaron hacia la citada población, la imagen de Nuestra Señora de la Misericordia y Caridad, la cual había sido traída desde España por Ximénez de la Roxas. A pesar de las rogativas y protestas de los vecinos de San Juan de los Morros, la imagen no fue devuelta.
El 26 de mayo de 1780, el Obispo Excelentísimo Monseñor Don Mariano Martí en Villa de Cura, ante José Joaquín de Soto, Secretario y Notario de la Visita, firma el Decreto o Providencia que erige la Parroquia San Juan Bautista, en el sitio de San Juan de los Morros.
En 1781, el día 6 de diciembre, llega a esa población el Bachiller Presbítero Domingo Herrera; repicaron las campanas y se ofició la primera misa; pero este cura sólo duró 19 meses, se enferma y pone la renuncia en julio del año 1783. Para sustituirlo, el Obispo, Monseñor Gabriel José Lindo, designa al Bachiller Presbítero José Antonio Díaz Argote, quien le consagró a esa parroquia 28 largos años de su apostolado.
En el año 1781 es llevado a la nueva iglesia, el “Cuadro de las Ánimas”, que se donó y pintó en el año 1777 a devoción de Doña Inés Ceballos, su hermano el Bachiller Presbítero Don Domingo Herrera trasladaría el pesado retablón a la Capilla o Ermita del nuevo Curato cuando fue a encargarse de él.

## La Nueva Iglesia de la Parroquia San Juan Bautista
En el año 1930, el 28 de febrero, se dio inicio a la construcción de la nueva Iglesia Parroquial de San Juan Bautista, bajo el Patrocinio de un comité conformado por socios de la Sociedad Eucarística de San Juan de los Morros.
En el año 1933 se realizó una colecta pública para la remodelación de la Iglesia San Juan Bautista, las colaboraciones iban desde un centavo hasta un fuerte, para la gente adinerada, ya la obra estaba adelantada, y como se sabía oficialmente que la Capital del Estado se trasladaría a San Juan de los Morros, el General Juan Vicente Gómez, le hizo saber, a la Junta de Reconstrucción, que los demás trabajos que faltaban para finalizar la construcción, correrían por cuenta del Gobierno Nacional, y en lo referente a imágenes, altares, y demás ornamentos, fueron donados por los familiares del General Gómez.
El 18 de julio de 1935 se encargó de la parroquia el Presbítero Nicolás Martínez, hasta el 1 de agosto. En ese mismo año, el 24 de julio, fue inaugurada la nueva Iglesia por el mismo General Juan Vicente Gómez, al igual que la Gobernación, la Plaza Bolívar y el [Palacio Municipal]].
Mediante decreto fechado el 23 de septiembre de 1938, la Gobernación del Estado Guárico a cargo del General Emilio Arévalo Cedeño acordó la adquisición de un reloj público para ser instalado en la Santa Iglesia Parroquial de San Juan Bautista. El gigantesco aparato fue inaugurado en acto solemne el 7 de noviembre de 1938, a las 7 de la noche, con la asistencia del propio General Arévalo Cedeño, ceremonia dirigida por el Padre Timoteo García de Corpa. El reloj está en la torre del lado de la epístola.
En 1939, el 14 de enero, el Presbítero Timoteo García de Corpa escribe con su puño y letra la siguiente Nota:
“La Santa Iglesia Parroquial de San Juan Bautista fue, casi en su totalidad, demolida por encontrarse en mal estado, en tiempo del mandato del Presidente de la República, General Juan Vicente Gómez, por cuyo mandato y erogación se reedificó y fue puesta en el estado actual.
Se respetaron en la modificación de la Iglesia sus paredes maestras, teniendo esta las mismas dimensiones que la antigua, mas una torre que fue edificada en cemento y hierro, donde actualmente están las campanas. Las paredes, por tanto, son de mampostería antigua, guarnecidas de cemento y reforzadas con ladrillos en su interior.
Del techo de la nave central penden cuatro arañas de cristal de roca con instalación eléctrica y otras dos más pequeñas, de las mismas, en las capillas del bautisterio y de la Sagrada Familia. Posee un magnífico púlpito todo de caoba bien labrada y con adornos tallados. Mide la Iglesia 41 metros de largo, por su parte interior, y 19 de ancho, teniendo 19 metros de altura (Cúpula Central). Es de 3 naves con techo de platabanda, la central tiene 12 metros de altura interior, y 11 metros las otras dos, respectivamente. Las torres miden 24 metros de altura y son del todo gemelas”. 
- Datos: Q17624552
- Multimedia: Iglesia de San Juan Bautista (San Juan de los Morros) / Q17624552